# Giuseppe Savoldi
Giuseppe Savoldi (Itália, 21 de janeiro de 1947) é um ex-futebolista italiano que atuava como atacante. Durante sua carreira defendeu as equipes do Atalanta, Bologna e S.S.C. Napoli, disputando 4 jogos com a Seleção Italiana.

## Carreira Profissional

### Inicio da carreira profissional
Nascido em Gorlago, Bérgamo, Savoldi iniciou sua carreira futebolística no clube da cidade, o Atalanta em 1965, fez sua estreia pela equipe bergamasca com apenas 18 anos de idade, em uma partida pela Coppa Italia. Seu bom rendimento naquele jogo, o daria a oportunidade de estrear pela Serie A logo na semana seguinte, em partida disputada contra a Fiorentina. O técnico Ettore Puricelli, o utilizava tanto no ataque, quanto no meio-campo, mostrando a versatilidade que o atacante demonstrava em campo. As boas atuações pela Atalanta, o renderam algumas convocações para a Seleção Italiana Sub-21, começando assim a chamar a atenção de outros clubes italianos. Assim o jogador ficaria em Bérgamo até 1968, acertando sua transferência para o Bologna.

### Consagração pelo Bologna
Após três temporadas em Bérgamo o atacante se transferiu para o Bologna, na sua chegada a nova equipe, não demorou muito para se adaptar, logo conquistando a torcida da equipe rosoblù. Logo em 1970, conquistaria duas taças comandando o ataque da equipe, a Copa da Liga Ítalo-Inglesa e a da Coppa Italia, nesta segunda seria artilheiro com dez gols marcados. A temporada 1972-73 seria muito especial na carreira do atacante, que se consolidaria como um dos grandes jogadores do futebol italiano, terminando como artilheiro da Serie A, com 17 gols marcados. Voltaria a conquistar a Coppa Italia, na temporada 1973-1974, onde novamente terminaria como artilheiro da competição, consolidando de vez o status de ídolo da torcida. Seu bom rendimento o tornaria cobiçado pelos principais times do país. Após sete temporadas em Bolonha, acertaria sua transferência para o S.S.C. Napoli.

### Passagem por Nápoles
Em 1975, Savoldi assina contrato com o S.S.C. Napoli, sendo na época a transferência mais cara do mundo, o clube napolitano desembolsaria no total, 2 bilhões de velhas liras, para poder contar com o atacante. Com o clube Napolitano continua seu sucesso no território italiano. Justificando o investimento partenopei, marca sete gols, nos primeiros sete jogos, desempenho que o levaria a Seleção Italiana de Futebol, disputando alguns jogos das eliminatórias da Eurocopa naquele ano. Alias esse seria um estigma na carreira do atacante, apesar de realizar grandes atuações pelos clubes onde passou, seria poucas vezes lembrado pelos técnicos italianos, nas convocações da Azurra. O bom desempenho de Savoldi ajudaria os napolitanos na conquista da Coppa Italia, na temporada 1975-76, terceira na carreira do atacante, ainda com a camisa do S.S.C. Napoli chegaria a sua terceira artilharia da competição em 1977-78, quando marcaria 12 gols, recorde que só seria quebrado no fim dos anos 90, por Gianluca Vialli. A estadia do jogador em Nápoles duraria até 1979. Pelo S.C.C. Napoli o jogador anotou 77 gols em quatro temporadas, bons números no duro futebol italiano. Além do título da Coppa Italia em 1976, o Napoli de Savoldi foi finalista em 1978 e semifinalista em 1977 e 1979 – também foi semifinalista da Recopa Européia, em 1977. Apesar do bom desempenho nas copas, a torcida e os jogadores sentiram uma desilusão tremenda por não terem faturado nenhum scudetto.

### Volta ao Bologna
Já em declínio na sua carreira, Savoldi retorna ao Bologna, o jogador chega como capitão do clube para o ano de 1979, porém cometeria um grande erro que marcaria para sempre sua carreira, se envolve no escândalo Totonero, caso que envolveu jogadores e dirigentes na Itália, escancarando a corrupção no Futebol Italiano, o jogador seria condenado a 3 anos de suspensão, porém a pena fora reduzida para apenas 2, mesmo assim praticamente encerrando a carreira do atacante. Pelo Bologna, Savoldi anotou ao todo 140 gols, sendo o quarto maior artilheiro da história do clube, atrás apenas de Angelo Schiavio, Reguzzoni e Ezio Pascutti.

### Volta as origens
Após cumprir sua pena, retorna ao Atalanta onde tudo começou, para disputar a Serie B do Campeonato Italiano em 1982-83, conseguindo assim terminar ainda de maneira digna sua carreira, naquela altura já com 36 anos de idade, marcaria apenas um gol em 16 jogos, mesmo assim uma imagem melhor do que aquela que ficaria com a suspensão. Ao todo Savoldi disputou pela Serie A 405 jogos, marcando 168 gols.

## Conquistas

### Clube
Bologna
- Coppa Italia (2): 1969–70, 1973–74
- Anglo-Italian League Cup (1): 1970

Napoli
- Coppa Italia (1): 1975–76
- Anglo-Italian League Cup (1): 1976

### Individual
- Coppa Italia – Artilharia (3): 1969–70, 1973–74, 1977–78
- Serie A – Artilharia (1): 1972–73